# تپه داروی ۱
تپه داروی ۱ مربوط به سده‌های میانه و متاخر دوران‌های تاریخی پس از اسلام است و در شهرستان هرسین، بخش مرکزی، دهستان شیرز، ۲/۵ کیلومتری شمال شرقی روستای چهر واقع شده و این اثر در تاریخ ۲۶ اسفند ۱۳۸۷ با شمارهٔ ثبت ۲۵۴۸۱ به‌عنوان یکی از آثار ملی ایران به ثبت رسیده است.